# Dictatus Papae
El «Dictatus papae» (Dictado o afirmación del papa) es una compilación de 27 sentencias que recogían el ideario político-religioso del papa San Gregorio VII registrados en dos cartas del año 1075, de las que se conserva la primera. Se desconoce cuál fue el fin con el que esta compilación fue hecha, pero estas proposiciones se asemejan a decretos jurídicos. Aunque este texto nunca fue oficialmente proclamado, podría tratarse de notas, prescripciones o proyectos de derecho canónico. Algunos historiadores argumentan que fueron escritos (o dictados) por el propio Gregorio VII; otros consideran que fueron redactados posteriormente y que tienen un origen distinto para justificar el poder papal.

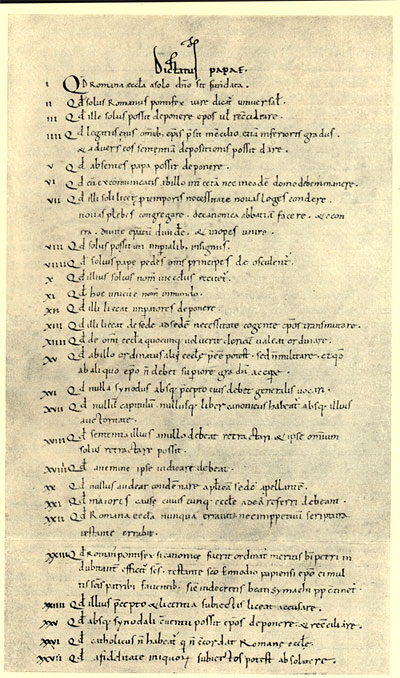
Dictatus papae (Archivo Vaticano).

## Naturaleza del escrito
En el año 1087 el Cardenal Deusdedit publicó una colección de decretos, dedicados al Papa Víctor III, que representaban la ley del canon eclesiástico que había recogido de diversas fuentes, tanto legítimas como falsas (como el Pseudo-Isidoro). Los contenidos de Dictatus papae coinciden tan estrechamente con esta colección que se ha considerado que se basaron en ella; y que por lo tanto los Dictatus fueron recopilados y redactados posteriormente al año 1087.
Dictatus Papae comienza con una encabezado que sugieren que el papa es el autor, pero no fueron ampliamente divulgados más allá del círculo inmediato de la curia papal, pues no fueron promulgados como documento papal. Ninguno de los conflictos papales del año 1075 y siguientes parecen estar directamente relacionados con su publicación, aunque la política del Papa Gregorio VII y sus seguidores durante estos conflictos parecen seguir el mismo espíritu.
Los principios expresados en Dictatus Papae resumen en gran parte los principios de la reforma gregoriana, que había sido iniciada por Hildebrando de Toscana antes de convertirse en el papa Gregorio VII. El axioma con el que se arrogaba el derecho de deponer emperadores disolvió el equilibrio altomedieval simbolizado por las "dos espadas", el poder espiritual y el poder temporal, los poderes complementarios de la potestas (o imperium) y la auctoritas que había regido en Europa Occidental desde la época de los merovingios y carolingios, basado en precedentes romanos.
El cesaropapismo, inaugurado por la práctica política de Carlomagno, tendrá que ceder definitivamente ante el peso de la hierocracia (teocracia), que tiene en San Gregorio VII (1073-85), en los canonistas del siglo XII y en los decretalistas del XIII, o en Bonifacio VIII (1294-1303) a los teóricos de las máximas formulaciones del poder universal de los sucesores de San Pedro.
Según Dictatus Papae, la unidad de la sociedad cristiana queda cimentada solo por la fe. El orden laico no tiene otra función que ejecutar las órdenes formuladas por el clero y su monarca absoluto, el Papa, vicario de Cristo. De hecho, es el Papa el único titular legítimo del Imperio, que puede delegar su poder en los soberanos temporales y reprender su gobierno. El Emperador es considerado como un simple cooperante subordinado del Papa.
Esos nuevos postulados daban pie a la denominada "Hierocracia" (el Papa es el soberano absoluto). Debido a su contenido político, estos decretos no fueron publicados ni en el Sacro Imperio Romano Germánico, ni en los reinos ibéricos ni en Inglaterra.

## Las 27 sentencias
Las sentencias son los siguientes:
| NÚMERO | EN LATÍN | TRADUCCIÓN AL ESPAÑOL |
| ------ | --- | --- |
| I.     | Quod Romana ecclesia a solo Domino sit fundata. | Que la Iglesia Romana ha sido fundada solamente por el Señor |
| II.    | Quod solus romanus pontifex iure dicatur universalis. | Que sólo al pontífice romano se llama legítimamente universal |
| III.   | Quod ille solus possit deponere espiscopus aut reconciliare. | Que sólo él puede deponer o reponer obispos |
| IV.    | Quod legatus eius omnibus episcopis presit in concilio etiam inferioris gradus et adversus eos sententiam depositionis possit dare. | Que su legado está en el concilio por encima de todos los obispos aunque él sea de rango inferior; y que puede dar contra ellos sentencia de deposición. |
| V.     | Quod absentes papa possit deponere». | Que el Papa puede deponer ausentes. |
| VI.    | Quod cum excommunicatis ab illo inter cetera nec in eadem domo debemus manere. | Que no debemos estar ni en la misma casa con los excomulgados por él, entre otras cosas. |
| VII.   | Quod illi soli licet pro temporis necessitate novas leges condere, novas plebes congregare, de canonica abatiam facere et e contra, divitem episcopatum dividere et inopes unire.                                                         | Que sólo al Papa le es lícito, según necesidad del tiempo, dictar nuevas leyes, formar nuevas comunidades, convertir una fundación en abadía y, recíprocamente, dividir un rico obispado y reunir obispados pobres.                                                                 |
| VIII.  | Quod solus possit uti imperialibus insigniis. | Que sólo él puede llevar las insignias imperiales. |
| IX.    | Quod solius papae pedes omnes principes deosculentur. | Que todos los príncipes deben besar los pies solamente del Papa. |
| X.     | Quod illius solius nomen in ecclesiis recitetur. | Que sólo se mencione el nombre del Papa en las iglesias. |
| XI.    | Quod hoc unicum est nomen in mundo. | Que este nombre es único en el mundo. |
| XII.   | Quod illi liceat imperatores deponere. | Que le es lícito deponer a los emperadores. |
| XIII.  | Quod illi liceat de sede ad sedem necessitate cogente episcopos transmutare. | Que le es lícito trasladar a los obispos de una sede a otra, si le obliga a ello la necesidad. |
| XIV.   | Quod de omni ecclesia quocunque voluerit clericum valeat ordinare. | Que puede ordenar clérigos de cualquier iglesia en donde quiera. |
| XV.    | Quod ab illo ordinatus alii ecclesiae preesse potest, sed non militare; et quod ab aliquo episcopo non debet superiorem gradum accipere.                                                                                                  | Que un ordenado por él puede presidir otra iglesia, pero no servirla; y que el ordenado por él no puede recibir grado superior de otro obispo. |
| XVI.   | Quod nulla synodus absque precepto eius debet generalis vocari. | Que ningún sínodo se llame general si no ha sido convocado por orden suya. |
| XVII.  | Quod nullum capitulum nullusque liber canonicus habeatur absque illius auctoritate. | Que ningún capitular ni ningún libro sea considerado como canónico sin su autorizada permisión. |
| XVIII. | Quod sententia illius a nullo debeat retractari et ipse omnium solus retractare possit. | Que su sentencia no sea rechazada por nadie y sólo él pueda rechazar la de todos. |
| XIX.   | Quod a nemine ipse iudicare debeat. | Que no debe ser juzgado por nadie. |
| XX.    | Quo nullus audeat condemnare apostolicam sedem apellantem. | Que nadie ose condenar al que apela a la sede apostólica. |
| XXI.   | Quod maiores cause cuiscunque ecclesiae ad eam referri debeant. | Que las causas mayores de cualquier iglesia, sean referidas a la sede apostólica. |
| XXII.  | Quod Romana ecclesia nunquam erravit nec imperpetuui scriptura testante errabit. | Que la Iglesia Romana no ha errado y no errará nunca, en el testimonio de las Escrituras. |
| XXIII. | Quod Romanus pontifex, si canonice fuerit ordinatus, meritis beati Petri indubitanter efficitur sanctus testante sancto Ennodio Papiensi episcopo ei multis sanctis patribus faventibus, sicut in decretis beati Symachi pape continetur. | Que el pontífice romano, una vez ordenado canónicamente, es santificado indudablemente por los méritos del bienaventurado Pedro, según testimonio del santo obispo Ennodio de Pavía y apoyado por los muchos santos Padres según se contiene en los decretos del santo papa Símaco. |
| XXIV.  | Quod illius precepto et licentia subiectis liceat accusare. | Que por orden y permiso suyo es lícito a los subordinados formular acusaciones. |
| –XXV.  | Quod absque synodali conventu possit episcopos deponere et reconciliare. | Que sin intervención de Sínodo alguno puede deponer y reponer obispos. |
| XXVI.  | Quod catholicus non habeatur, qui non concordat Romanae ecclesiae. | Que nadie sea llamado católico si no concuerda con la Iglesia Romana. |
| XXVII. | Quod a fidelitate iniquorum subiectos potest absolvere. | Que el Papa puede eximir a los súbditos de la fidelidad hacia príncipes inicuos. |